# NGC 1137
NGC 1137 é uma galáxia espiral (Sb) localizada na direcção da constelação de Cetus. Possui uma declinação de +02° 57' 43" e uma ascensão recta de 2 horas, 54 minutos e 02,7 segundos.
A galáxia NGC 1137 foi descoberta em 17 de Outubro de 1885 por Lewis A. Swift.